# Premis BAFTA de televisió
Els premis BAFTA de televisió (en anglès, British Academy Television Awards), també coneguts com els BAFTA, són els que concedeix l'Acadèmia Britànica d'arts cinematogràfiques i televisives (British Academy of Film and Television Arts) dins l'àmbit dels programes de televisió britànics; són anàlegs als Premis Emmy dels Estats Units. Cal diferenciar-los dels British Academy Film Awards, que són premis cinematogràfics.
Han estat concedits anualment des de 1955, i des d'abril del 2009 s'entreguen en una cerimònia a l'edifici Royal Festival Hall de Londres.

## Antecedents

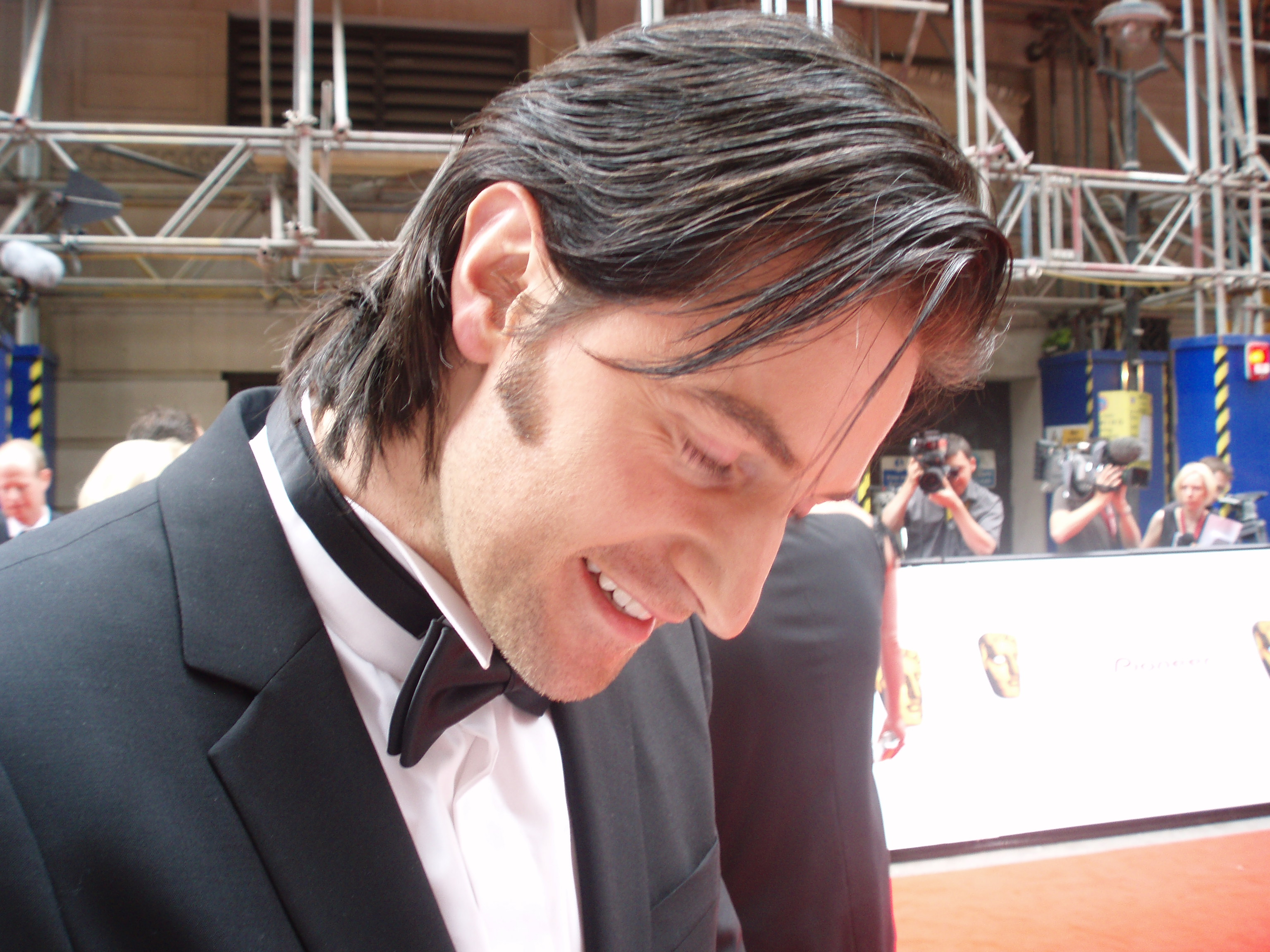
L'actor Richard Armitage rebent un premi BAFTA de televisió el 2007.

Els primers premis BAFTA de televisió de 1955 consistien en 6 categories. Fins a 1958 eren concedits pel Guild of Television Producers and Directors. Des de 1958, després que el Guild es fusionés amb l'Acadèmia britànica de cinema, l'organització es coneixia amb el nom de Societat de les Arts de Cinema i televisió (Society of Film and Television Arts). El 1976 aquesta va passar a ser la British Academy of Film and Television Arts, fins a l'any 2007.
Des de 1968 fins a 1997 aquests premis de cinema i televisió es presentaven en una cerimònia conjunta coneguda com a premis BAFTA, però des de 1998 els premis es van dividir en dos. Els de televisió es presentaven l'abril en una cerimònia separada.
Els premis només estan oberts a produccions televisives britàniques amb excepció del premi Pioneer, que és votat per l'audiència. Són elegibles les produccions emeses per cable, per satèl·lit o televisió digital britànics emesos entre l'1 de gener i el 31 de desembre de l'any precedent.
Després que s'han rebut totes les entrades per a concursar es voten "on line" per tots els membres de l'Acadèmia. El guanyador s'escull entre quatre nominats per un jurat especial de nou membres de l'Acadèmia que no tinguin una connexió directa amb els programes o actuacions.
També hi ha un nombre de premis no competitius (honoraris); el premi Dennis Potter per a guions; el premi Alan Clarke per a creacions contributives; el premi Richard Dimbleby per a presentadors i altres ad hoc que no necessàriament es concedeixen cada any.
La cerimònia dels Premis s'emet a la televisió britànica, generalment l'endemà que hagi tingut lloc. La transmissió alterna cada any entre els dos principals canals de televisió del Regne Unit: BBC One i ITV1.

## Categories
Les categories principals presentades anualment són:
- Millor actor
- Millor actriu
- Millor comèdia (programa o sèrie); inclou comèdia verbal i xous d'esquetxos.
- Millor actuació còmica
- Millor sèrie dramàtica
- Millor actuació d'entreteniment
- Premi Flaherty al millor documental (que no formi part d'una sèrie de documentals)
- Lew Grade al millor programa d'entreteniment
- Cobertura de notícies
- Situation Comedy Award a la millor sitcom
- Millor programa d'esports
- Pioneer Award
- Premi Internacional